# Lee Davenport
Lee Losee Davenport (né le 31 décembre 1915 à Schenectady, dans l'État de New York - mort le 23 septembre 2011 à Greenwich) est un physicien américain qui a conçu et développé le radar SCR-584 dans les années 1940. Au MIT, il était l'assistant d'Ivan Getting (en), qui plus tard collabora à la création du GPS.

## Source
- (en) Cet article est partiellement ou en totalité issu de l’article de Wikipédia en anglais intitulé « Lee Davenport » (voir la liste des auteurs).